# Împărțirea cu zero

Funcția y = 1/x este reprezentată în această diagramă. Pe măsură ce x se apropie de 0 din dreapta, y tinde la plus infinit. Similar, pe măsură ce x se apropie de 0 din stânga, y tinde la minus infinit.

Împărțirea cu zero sau împărțirea la zero este împărțirea în care împărțitorul (sau divizorul) este zero.
Formal, o astfel de împărțire poate fi exprimată sub forma unei fracții de tipul a/0, unde a este numărătorul fracției sau deîmpărțitul operației. În aritmetica elementară, expresia reprezentând împărțirea la zero nu are sens, întrucât nu există niciun număr care multiplicat cu zero să dea rezultatul a (pentru orice a nenul, ori  a ≠ 0). Ca atare, împărțirea la zero este o operație nedefinită. 
Însă împărțind un număr a la un număr n foarte mic, adică în vecinătatea lui zero (de exemplu o milionime), se poate da un sens fracției anterioare, locul lui 0 fiind luat de numărul n foarte mic apropriat de zero a/n. Acesta este un exemplu de aproximare a unui număr printr-un șir de numere progresiv descrescătoare spre numărul dat, constituind o trecere la limita unui șir numeric convergent. Împărțirea cu acest număr foarte mic dă un număr foarte mare. Cu cât numărul variabil de la numitor este mai mic, adică este mai apropriat de zero, cu atât rezultatul împărțirii este mai mare. Valorea limită infinit se obține prin micșorarea nelimitată a numărului foarte mic n.
Din moment ce orice număr înmulțit (multiplicat) cu zero este zero, expresia 0/0 este de asemenea nedefinită, iar atunci când se prezintă sub forma unei limite, devine una din formele de nedeterminare.
Istoric, una dintre cele mai timpurii referințe la imposibilitatea matematică de a conferi o valoare exactă operației reprezentate de împărțirea cu zero (a/0) este conținută în lucrarea lui George Berkeley din 1734, The Analyst ("ghosts of departed quantities" - „fantome ale cantităților pierdute”), o lucrare critică la adresa calcului infinitezimal.
Există structuri matematice în care operația a/0 este definită pentru unele din numerele "a", așa cum ar fi în sfera Riemann și dreapta proiectivă reală extinsă⁠(d); totuși, astfel de structuri nu pot satisface nici o regulă obișnuită din aritmetică (vezi axiome pentru corpuri).
În programele calculatoarelor, o eroare de program poate rezulta dintr-o încercare de a diviza cu zero. În funcție de mediul de programare și de tipul numărului (de exemplu, în cazul virgulei mobile sau a unui număr întreg) este împărțit la zero, poate genera infinit (pozitiv sau negativ) de către standardul de virgulă mobilă IEEE 754, generează prin excepție un mesaj de eroare, care este cauza terminării programului, rezultând o valoare specială precum o valoare de tipul NaN, sau o blocare⁠(d) via unei bucle infinite sau ca rezultat al unei căderi⁠(d).
Chiar dacă împărțirea cu zero nu are sens în mulțimea numerelor reale, studiul acestei probleme conduce la noi considerații atât matematice, cât și logico-filozofice în ceea ce privește concepte de bază ca: număr, mulțime, calcul etc.

## Aritmetica elementară
Atunci când diviziunea este explicată la nivelul aritmeticii elementare, este adesea considerată divizarea unui mulțimi de obiecte în părți egale.
Spre exemplu, având zece fursecuri la dispoziție și aceste prăjiturele să fie distribuite în mod egal unui număr de cinci persoane, aflate la o masă. Fiecare persoană ar primi 10/5 = 2 fursecuri. În mod similar, dacă există zece fursecuri și doar o singură persoană la masă, acea persoană ar primi 10/1 = 10 fursecuri, deci toate cele 10 fursecuri.
Deci, pentru împărțirea la zero, întrebarea devine „Care este numărul de fursecuri pe care fiecare persoană le primește atunci când cele 10 fursecuri sunt distribuite în mod egal între 0 persoane, aflate la o masă?” Anumite cuvinte pot fi identificate în întrebare pentru a evidenția problema. Problema cu această întrebare este "când". Nu există nici o modalitate de a distribui 10 prăjiturele nimănui. În jargonul matematic, un set de 10 elemente nu poate fi partiționat în subseturi (submulțimi) de 0 elemente. Deci 10/0, cel puțin în aritmetica elementară, se consideră a fi fie lipsit de sens, fie nedefinit.

## Algebră

### Sofisme - Imposibilități - Demonstrații greșite
Pentru mai multe detalii despre acest subiect, vedeți Demonstrație greșită.
Un motiv convingător pentru a nu permite divizarea prin zero este că, dacă ar fi permisă, vor apărea multe rezultate absurde, efecte ale unor contradicții (adică falsități sau demonstrații greșite) cum ar fi egalitatea a două numere diferite. 
Când se lucrează cu numere este ușor să se determine când se face o încercare  nepermisă de a diviza prin zero. De exemplu în următoarele două „demonstrații” de mai jos, ambele încercând a „convinge” că 1 = 2 (!?).

#### Prima „demonstrație”
Dându-se cele de mai jos:
{\displaystyle {\begin{aligned}0\times 1&=0,\\0\times 2&=0,\end{aligned}}}
următoarea egalitate este adevărată:
{\displaystyle 0\times 1=0\times 2.}
Divizând ambii membri ai egalității cu zero, se obține:
{\displaystyle {\begin{aligned}{\frac {0\times 1}{0}}&={\frac {0\times 2}{0}}\\[6px]{\frac {0}{0}}\times 1&={\frac {0}{0}}\times 2.\end{aligned}}}
După simplificare, se obține ... absurdul, falsa egalitate:
{\displaystyle 1=2.}
Imposibilitatea aici, care conduce la absurditate, este că împărțirea la zero este o operație permisă, cu aceleași proprietăți ca și împărțirea cu orice alt număr nenul.

#### A doua „demonstrație”
Oricum, este posibil să se „mascheze” o împărțire cu zero într-o formă de „disimulare” algebrică, care conduce invariant la un alt tip de demonstrație greșită, care „demonstrează” (din nou) că 1 = 2, precum în cele ce urmează mai jos.
Să considerăm egalitatea 1 = x.
Multiplicând ambii membri cu x se obține,
{\displaystyle x=x^{2}.}
Scăzând 1 din ambele părți ale egalității, se obține,
{\displaystyle x-1=x^{2}-1.}
Divizând ambii membri cu binomul x − 1
{\displaystyle {\begin{aligned}{\frac {x-1}{x-1}}&={\frac {x^{2}-1}{x-1}}\\[6pt]&={\frac {(x+1)(x-1)}{x-1}},\end{aligned}}}
se obține, după simplificare,
{\displaystyle 1=x+1.}
Dar, din moment ce x = 1,
{\displaystyle 1=1+1=2.}
Imposibilitatea efectuării operației de împărțire cu zero, aici, este mascată în pasul împărțirii cu binomul x − 1 = 0 când, de fapt, x = 1 și binomul împărțitor este zero.

## În analiza matematică
Din punctul de vedere al analizei matematice, nedefinirea unei împărțiri la zero poate fi studiată în cadrul conceptului de limită matematică. Să presupunem că avem următoarea funcție rațională:
{\displaystyle f(x)={n \over x}} unde {\displaystyle 0<n\in \mathbb {R} }
Apoi, pentru a analiza valoarea {\displaystyle f(0)}, se poate folosi o aproximare a limitei, pe partea pozitivă:
{\displaystyle f(0)\simeq \lim _{x\to 0^{+}}{n \over x}=+\infty }
și apoi pe ramura negativă,
{\displaystyle f(0)\simeq \lim _{x\to 0^{-}}{n \over x}=-\infty }
Când valoarea argumentului {\displaystyle x} tinde la zero, fracția {\displaystyle n \over x} atinge o valoare foarte mare (pozitivă sau negativă). 
Concluzie: când {\displaystyle x} «tinde» la zero, expresia {\displaystyle n \over x} se «apropie» de infinit.
Expresia {\displaystyle {\tfrac {n}{0}}} indică faptul că fracția este una din cazurile de nedeterminare.